# Hornos (ort)
Hornos är en ort i Spanien.   Den ligger i provinsen Provincia de Jaén och regionen Andalusien, i den södra delen av landet, 280 km söder om huvudstaden Madrid. Hornos ligger 444 meter över havet och antalet invånare är 620.
Terrängen runt Hornos är kuperad söderut, men norrut är den platt.Runt Hornos är det ganska glesbefolkat, med 25 invånare per kvadratkilometer. Närmaste större samhälle är Peal de Becerro, 6,6 km nordost om Hornos. Trakten runt Hornos består till största delen av jordbruksmark.